# کاروانسرای عبد کثیر
کاروانسرای عبد کثیر مربوط به دوره قاجار است و در ۱ کیلومتری اوز، لار، کنار مقبره عبدکثیر واقع شده و این اثر در تاریخ ۱۹ مرداد ۱۳۸۴ با شمارهٔ ثبت ۱۲۷۰۶ به‌عنوان یکی از آثار ملی ایران به ثبت رسیده است.